# Johann von Herbeck
Répertoire
- Symphonie Inachevée de Schubert
- Requiem allemand de Brahms
- Die Meistersinger von Nürnberg de Wagner

Johann (Franz) Ritter von Herbeck (né à Vienne le 25 décembre 1831, décédé dans cette ville le 28 octobre 1877) est un chef d'orchestre et un compositeur autrichien. Il est connu pour avoir dirigé la création de la Symphonie inachevée de Franz Schubert.

## Biographie
Il a été choriste au monastère d'Heiligenkreuz, où il apprend le piano, puis il travaille la composition avec Ludwig Rotter à Vienne. Après avoir commencé ses études, d'abord de 1847 de philosophie, puis en 1850 à la Faculté de droit de l'Université de Vienne, Herbeck en 1852 et 1853 est devenu le premier directeur artistique des spectacles de la Josefstädter Kirchenmusikverein et il a fondé en 1858 au nom de la Gesellschaft der Musikfreunde in Wien, le Wiener Singverein. Il a été partiellement un musicien autodidacte, mais grâce à un travail acharné, il est passé rapidement de la position de choriste (donc d'élève d'une école musicale déjà de haut niveau) à celle de professeur au Conservatoire de Vienne. De 1859 à 1870 et à nouveau de 1873 à 1877, il a dirigé les concerts de la Gesellschaft der Musikfreunde, qui sous sa direction énergique, devenue une formation de première importance. En 1866, il a été maître de chapelle de la cour et de 1871 à 1875, il a été directeur de l'Opéra impérial, poste dont il a donné sa démission à la suite d'intrigues et de tracasseries qu'il ne pouvait pas tolérer.
Il a été un grand défenseur de la musique de Franz Schubert, et a dirigé la première de sa «Symphonie inachevée» le 17 décembre 1865. En 1867, il a dirigé les trois premiers mouvements du Requiem allemand de Johannes Brahms. Il a également dirigé la première viennoise de Die Meistersinger von Nürnberg de Richard Wagner. Il a été très influent dans la vie musicale locale pendant une grande partie de sa carrière. Il a été responsable de la nomination d'Anton Bruckner à Vienne et a été l'un de ses plus ardents défenseurs. Hector Berlioz le décrit comme un chef d'orchestre de premier ordre.
En 1874, trois ans avant sa mort, Herbeck a été nommé Chevalier de troisième classe de la Couronne de Fer, ce qui l'a élevé à la chevalerie, et il était désormais « Johann Ritter von Herbeck ».
Son fils Ludwig Herbeck a publié une biographie Johann Herbeck, ein Lebensbild (Vienne 1885), qui contient un catalogue complet de ses œuvres.

## Œuvres
En tant que compositeur, Herbeck a eu une réussite inférieure à celle de chef d'orchestre.
- Musik zu Faust, `
- Wallensteins Lager (Le Camp de Wallenstein),
- Libussa
- 4 Symphonies
  - si bémol majeur, 1853;
  - ut majeur, 1857;
  - ut majeur, 1861;
  - ré mineur avec orgue, 1877, opus 20, publiée en 1878 à titre posthume
- Variations Symphoniques (1875)
- Tanzmomente (que Franz Liszt a arrangés pour piano solo, S. 492)
- 3 Quatuors à cordes (dont le quatuor à cordes en fa op. 9)
- 6 Messes
- 3 Tantum Ergo, Offertoires, 1 Graduel
- nombreuses œuvres pour chœur d'hommes et chœur mixte
  - Pueri Concinite, un motet de Noël pour chœur de garçons et voix solo

## Source
- (en) Cet article est partiellement ou en totalité issu de l’article de Wikipédia en anglais intitulé « Johann von Herbeck » (voir la liste des auteurs).